# 三遊亭遊吉
三遊亭 遊吉（さんゆうてい ゆうきち）は、落語家の名跡。先代は前座時代に名乗っただけであるため、代数をつけて呼ぶことはない。
- 三遊亭遊吉 - 現：三遊亭小遊三
- 三遊亭遊吉 - 本項にて記述

三遊亭 遊吉 （さんゆうてい ゆうきち、1959年1月14日 - ）は、落語家、落語芸術協会理事。神奈川県伊勢原市出身。本名∶能條 正美。出囃子は『鞍馬』、定紋は高崎扇。

## 来歴
國學院大學出身で、同大学の文学部兼任講師を務める。
1982年3月、三代目三遊亭遊三に入門。遊吉と名乗る。1986年5月、二ツ目昇進。
1994年5月、三遊亭右左喜、三遊亭とん馬、春風亭柏枝と共に真打昇進。

## 芸歴
- 1982年3月 - 三代目三遊亭遊三に入門、「遊吉」を名乗る。
- 1986年5月 - 二ツ目昇進。
- 1994年5月 - 真打昇進。

## 演目
- 猫の災難
- 粗忽の釘
- 浮世根問
- 城木屋

## 弟子
- 三遊亭美よし - 二ツ目